# الخطوط الجوية الإفريقية الرحلة 771
في يوم الأربعاء 12 مايو 2010 عند الساعة (6:10) صباحًا بتوقيت طرابلس، تحطمت طائرة تابعة لشركة الخطوط الجوية الأفريقية من طراز إيرباص إيه 330 (الرقم التسلسلي 1024) كانت قادمة من جوهانسبرغ إلى طرابلس، ووقع الحادث على مسافة قصيرة جدًا من المهبط الشرقي لمطار طرابلس العالمي.

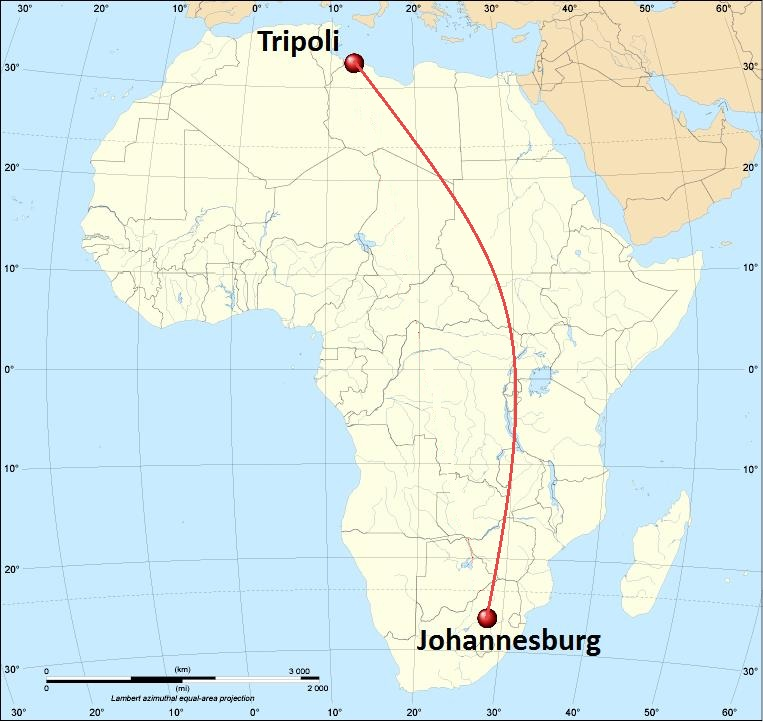
مسار الرحلة

## الضحايا
أسفر الحادث عن مقتل 103 راكب من أصل 104 كانوا على متن الطائرة المنكوبة، 68 من هولندا، 13 من جنوب أفريقيا، 2 من ليبيا، 2 من النمسا، 1 من ألمانيا، 1 من زيمبابوي، 1 من فرنسا، 4 من بلجيكا، 1 من بريطانيا، أفراد الطاقم الـ14 وكلهم ليبيين ولم ينج سوى راكبًا واحدًا فقط، وهو صبي هولندي يبلغ من العمر 8 سنوات يدعى «Ruben van Assouw» «روبن فان آساو»، وتوفي أيضًا رجل أمن ليبي مصاب بالسكري، حيث ارتفع معدل السكري لديه بعد مشاهدته لجثث الضحايا.

## طاقم الطائرة
كان على متن الطائرة المنكوبة طاقم مكوّن من 14 فرد جميعهم ليبيين، من ضمنهم طياري الطائرة وهم: القبطان يوسف بشير الساعدي، والضابط الأول طارق موسى أبو الشواشي، والضابط الأول الاحتياطي ناظم المبروك الترهوني، وقد لقوا حتفهم بالكامل في هذه الرحلة. وأصدرت اللجنة الشعبية العامة في ليبيا قرارًا باعتبارهم شهداء واجب وفي مقدمتهم قائد الطائرة القبطان الساعدي.

## أسباب الحادث
كان الضباب مخيماً وقت وقوع الحادث، وكانت عمليات الطيران قد توقفت في مطار طرابلس مدة 24 ساعة خلال يومي الخميس والجمعة (6 - 7 مايو) الذين سبقا يوم الحادث بسبب كثافة الضباب، لكن مصدر ملاحي بحسب قناة الجزيرة الفضائية أشار إلى أن عدم تجهيز المهبط الشرقي للمطار بأجهزة متطورة ربما يكون له دور في الحادث، بينما استبعد مراسلها ذلك مشيرًا إلى أن حركة الطيران لم تتعرض لأي تأثير، كما أكّد مدير إدارة العمليات بالخطوط الأفريقية على أنّ الأجهزة الملاحية بجميع المطارات الليبية على درجة عالية من التقنية، مرجحًا عامل سوء الأحوال الجوية كسبب لوقوع الحادث، كما ذكر خبراء في مجال الطيران المدني احتمالية أن يكون الحادث قد وقع أثناء محاولة الطيار القيام بجولة التفافية قبل الهبوط، في ظل ظروف جعلت من الرؤية سيئة، بسبب أشعة الشمس الحادة، وذكر مصدر من أمن المطار أن النيران اشتعلت في الطائرة قبل هبوطها بلحظات، وبعد وقوع الحادثة أشارت جهات متخصصة في النقل الجوي أن الخطوط الأفريقية تحمل سجلاً جيدًا في مجال السلامة والأمان، وأن الطائرة خضعت لإجراءات متابعة السلامة قبل مغادرتها جوهانسبرغ.
أما الصندوق الأسود للطائرة المنكوبة، فقد تقرر نقله إلى فرنسا - البلد المصنّع للطائرة - لكي يتم تحديد أسباب وقوع الحادث، صحبة فريق ليبي مكوّن من 6 أعضاء، منهم اثنان من سلاح الجو الليبي ليشرفوا على عمليات فحص الصندوق.

## نتائج التحقيق
أكدت لجنة التحقيق التي تم تشكيلها لمعرفة أسباب الحادث، أنه لا يوجد أي خلل فني بالطائرة قبل تحطمها، وأن طاقم الطائرة كان مؤهلاً للعمل عليها، وأن الدعم الملاحي بمطار طرابلس العالمي كان يعمل بشكل عادي يوم وقوع الحادث، وأن التسجيلات من الصندوق الأسود وبرج المراقبة لم تشر إلى أي طلب من قائد الطائرة بالمساعدة، وأن برج المراقبة لم يطلب من الطائرة عدم الهبوط أو التوجه إلى مطار بديل
في 28 فبراير 2013 صرحت مصلحة الطيران المدني الليبية أن سبب الحادث كان خطأ الطيار ويرجح أن عامل الإرهاق كان سببا في الحادث.[بحاجة لمصدر]

## الناجي الوحيد
الناجي الوحيد «روبن فان آساو»، صبيٌّ هولنديٌّ عمره 9 سنوات، لقَّبته الصحافة الهولندية بـ«معجزة طرابلس» لكونه الناجي الوحيد من الحادث. عُثِرَ عليه من قِبَل رجال الإنقاذ أثناء بحثهم عن ناجين وجثث الضحايا، حيث وجدوه جالسًا في مقعده بحزام الأمان لا يزال مُثبَّتًا، وهو في حالة شبه عارٍ. نُقِلَ إلى مستشفى الخضراء في طرابلس، وتلقَّى علاجًا من كسورٍ مُتعددةٍ في ساقيه، وكدماتٍ في جسده، وتورُّمٍ في العين، دون إصاباتٍ خطيرة تهدد حياته. في 13 مايو، حضرت أسرة الصبي ومسؤولون هولنديون إلى طرابلس للاطمئنان عليه، وفي 15 مايو، عاد روبن إلى هولندا على متن طائرة ليبية مُجهَّزة طبيًّا، برفقة أقاربه والطبيب الليبي الذي أشرف على علاجه، بعد خضوعه لعملية جراحية في مستشفى الخضراء بطرابلس لعلاج الكسور.

## تعويضات
حددت شركة الخطوط الجوية الأفريقية مقدار التعويضات بمائة ألف دولار أمريكي عن كل ضحية، وبحسب الشركة فإن التعويضات تم تحديدها وفق معايير دول الضحايا والدولة التي وقع بها الحادث.